# Margen bruto

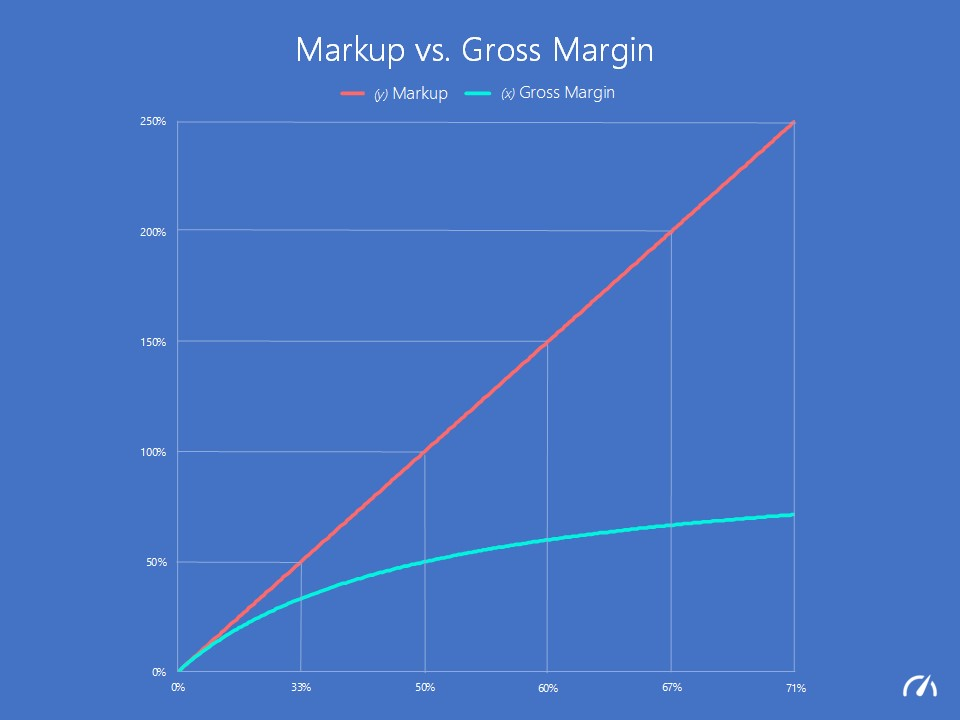
Margen vs. Margen bruto

El margen bruto es la diferencia entre los ingresos y el costo de los bienes vendidos (COGS) dividido por los ingresos. El margen bruto se expresa como un porcentaje. Generalmente, se calcula como el precio de venta de un artículo, menos el costo de los bienes vendidos (por ejemplo, costos de producción o adquisición, sin incluir los costos fijos indirectos como gastos de oficina, alquiler o costos administrativos). El margen bruto a menudo se usa indistintamente con la ganancia bruta, pero los términos son diferentes. Cuando se habla de una cantidad monetaria, es técnicamente correcto utilizar el término Ganancia bruta; Cuando se hace referencia a un porcentaje o proporción, es correcto usar Margen bruto. En otras palabras, el margen bruto es un valor porcentual, mientras que la ganancia bruta es un valor monetario. 
El margen bruto es un tipo de margen de beneficio, específicamente una forma de beneficio dividido por el ingreso neto: por ejemplo, margen bruto (beneficio); margen operativo (beneficio); margen neto (beneficio); etc. 

## Propósito
El propósito de los márgenes es "determinar el valor de las ventas incrementales y orientar la determinación de precios y promociones".
"El margen sobre ventas representa un factor clave detrás de muchas de las consideraciones comerciales más fundamentales, incluidos los presupuestos y las previsiones. Todos los gerentes deben, y generalmente saben, sus márgenes comerciales aproximados. Sin embargo, los gerentes difieren ampliamente en los supuestos que utilizan para calcular los márgenes y en la forma en que analizan y comunican estas importantes cifras".

### Márgenes porcentuales y márgenes unitarios
El margen bruto puede expresarse como un porcentaje o en términos financieros totales. Si es lo último, se puede informar por unidad o por período para una empresa. 
"El margen (en ventas) es la diferencia entre el precio de venta y el costo. Esta diferencia generalmente se expresa como un porcentaje del precio de venta o por unidad. Los gerentes necesitan conocer los márgenes para casi todas las decisiones de marketing. Los márgenes representan un factor clave en la fijación de precios, el rendimiento del gasto en marketing, las previsiones de ganancias y los análisis de la rentabilidad de los clientes". En una encuesta de cerca de 200 gerentes de mercadotecnia sénior, el 78 por ciento respondió que consideraban que la métrica "margen porcentual" era muy útil, mientras que el 65 por ciento consideraba que la "margen unidad" era muy útil. "Una variación fundamental en la forma en que las personas hablan sobre los márgenes radica en la diferencia entre los márgenes porcentuales y los márgenes unitarios en las ventas. La diferencia es fácil de reconciliar, y los gerentes deben poder alternar entre los dos".

### Unidad
"Cada negocio tiene su propia noción de 'unidad', que va desde una tonelada de margarina hasta 64 onzas de cola y un cubo de yeso. Muchas industrias trabajan con múltiples unidades y calculan el margen en consecuencia… Los mercadólogos deben estar preparados para cambiar entre diferentes perspectivas con poco esfuerzo porque las decisiones se pueden redondear en cualquiera de estas perspectivas".
Investopedia define el margen bruto como: 
Margen bruto (%) = (Ingresos - Costo de los bienes vendidos) / Ingresos
Se puede expresar en términos absolutos: 
Margen bruto = ventas netas - costo de bienes vendidos + retorno de ventas anual 
o como la relación entre el beneficio bruto y los ingresos, generalmente en forma de un porcentaje: 
{\displaystyle {\text{Porcentaje de margen bruto}}={\frac {\text{Ingresos - COGS}}{\text{Ingresos}}}*100}
El costo de ventas (también conocido como costo de bienes vendidos o COGS) incluye costos variables y costos fijos directamente vinculados a la venta, tales como costos de materiales, mano de obra, beneficios del proveedor, costos de envío (costo de llevar el producto al punto de venta, a diferencia de los gastos de envío que no están incluidos en COGS), etc. No incluye costos fijos indirectos como gastos de oficina, alquiler, costos administrativos, etc. 
Los márgenes brutos más altos para un fabricante reflejan una mayor eficiencia al convertir las materias primas en ingresos. Para un minorista será su margen de precios al por mayor. Los márgenes brutos más grandes generalmente se consideran ideales para la mayoría de las empresas, con la excepción de los minoristas de descuento que, en cambio, dependen de la eficiencia operativa y el financiamiento estratégico para seguir siendo competitivos con márgenes más bajos. 
Dos métricas relacionadas son la unidad de margen y el porcentaje de margen: 
Margen unitario ($) = Precio de venta por unidad ($) - Costo por unidad ($)
Margen (%) = Margen unitario ($) / Precio de venta por unidad ($) * 100
"Los márgenes porcentuales también se pueden calcular utilizando los ingresos totales de ventas y los costos totales. Cuando se trabaja con márgenes porcentuales o unitarios, los comercializadores pueden realizar una verificación simple verificando que las partes individuales sumen el total".
Para verificar un margen unitario ($): precio de venta por unidad = margen de la unidad + costo por unidad
Para verificar un margen (%): Costo como% de ventas = 100% - Margen%
"Al considerar múltiples productos con diferentes ingresos y costos, podemos calcular el margen general (%) en cualquiera de las dos bases: Ingresos totales y costos totales para todos los productos, o el promedio ponderado en dólares de los márgenes porcentuales de los diferentes productos".

#### Margen bruto en las ventas
Los minoristas pueden medir sus ganancias utilizando dos métodos básicos, el margen de beneficio y el margen, que proporcionan una descripción de la ganancia bruta. El margen de beneficio expresa el beneficio como un porcentaje del costo del producto para el minorista. El margen expresa la ganancia como un porcentaje del precio de venta del minorista del producto. Estos dos métodos dan diferentes porcentajes como resultados, pero ambos porcentajes son descripciones válidas de las ganancias del minorista. Es importante especificar qué método está utilizando cuando se refiere a las ganancias de un minorista como un porcentaje. 
Algunos minoristas utilizan márgenes porque puede calcular fácilmente los beneficios de un total de ventas. Si su margen es del 30%, entonces el 30% del total de sus ventas es ganancia. Si su margen de beneficio es del 30%, el porcentaje de sus ventas diarias que son ganancias no será el mismo porcentaje. 
Algunos minoristas usan marcas porque es más fácil calcular un precio de venta a partir de un costo que usa marcas. Si su margen de beneficio es del 40%, entonces su precio de venta estará un 40% por encima del costo del artículo. Si su margen es del 40%, su precio de venta no será igual al 40% sobre el costo (de hecho, será aproximadamente el 67% por encima del costo del artículo). 

#### Margen
La ecuación para calcular el valor monetario del margen bruto es: margen bruto = ventas - costo de bienes vendidos 
Una forma simple de mantener los factores de margen bruto y marcado es recordar que: 
1. El porcentaje de marcado es 100 veces la diferencia de precio dividido por el costo .
2. El porcentaje del margen bruto es 100 veces la diferencia de precio dividido por el precio de venta .

Margen bruto (como porcentaje del ingreso)
A la mayoría de las personas les resulta más fácil trabajar con el margen bruto porque le dice directamente cuánto de los ingresos por ventas, o el precio, es la ganancia. En referencia a los dos ejemplos anteriores: 
El precio de $ 200 que incluye un margen de beneficio del 100% representa un margen bruto del 50%. El margen bruto es solo el porcentaje del precio de venta que es ganancia. En este caso, el 50% del precio es ganancia, o $ 100. 
{\displaystyle {\frac {\$200-\$100}{\$200}}\cdot 100\%=50\%}
En el ejemplo más complejo de precio de venta $ 339, un margen de ganancia del 66% representa aproximadamente un margen bruto del 40%. Esto significa que el 40% de los $ 339 es ganancia. Nuevamente, el margen bruto es solo el porcentaje directo de ganancia en el precio de venta. 
En contabilidad, el margen bruto se refiere a las ventas menos el costo de los bienes vendidos. No es necesariamente una ganancia, ya que se deben deducir otros gastos como ventas, administración y finanzas. Y significa que las empresas están reduciendo su costo de producción o pasando su costo a los clientes. Cuanto mayor sea la proporción, al igual que todas las demás cosas, mejor para el minorista. 

#### Conversión entre margen bruto y margen de beneficio (utilidad bruta)
Convertir el margen de beneficio al margen bruto 
{\displaystyle {\text{margen bruto}}={\frac {\text{margen}}{1+{\text{margen}}}}}

Ejemplos:
Margen = 100% = 1
{\displaystyle {\text{margen bruto}}={\frac {1}{1+1}}=0.5=50\%}
Margen= 66.7% = 0.667
{\displaystyle {\text{margen bruto}}={\frac {0.667}{1+0.667}}=0.4=40\%}
Conversión de margen bruto a marcado 
{\displaystyle {\text{margen}}={\frac {\text{margen bruto}}{1-{\text{margen bruto}}}}}

Ejemplos:
Margen bruto = 50% = 0.5
{\displaystyle {\text{margen}}={\frac {0.5}{1-0.5}}=1=100\%}
Margen bruto  = 40% = 0.4
{\displaystyle {\text{margen}}={\frac {0.4}{1-0.4}}=0.667=66.7\%}
Usando el margen bruto para calcular el precio de venta
Dado el costo de un artículo, uno puede calcular el precio de venta requerido para lograr un margen bruto específico. Por ejemplo, si su producto cuesta $ 100 y el margen bruto requerido es del 40%, entonces 
Precio de venta = $ 100 / (1 - 40%) = $ 100 / 0.6 = $ 166.67 

#### Herramientas de margen bruto para medir el rendimiento minorista
Algunas de las herramientas que son útiles en el análisis minorista son GMROII, GMROS y GMROL. 
GMROII: Retorno de Margen Bruto sobre la Inversión en Inventario 
GMROS: retorno de margen bruto en el espacio 
GMROL: Margen bruto de retorno sobre el trabajo 

#### Diferencias entre industrias
En algunas industrias, como la ropa, por ejemplo, se espera que los márgenes de ganancias estén cerca del 40%, ya que los bienes deben comprarse a proveedores a una cierta tasa antes de ser revendidos. En otras industrias, como el desarrollo de productos de software, el margen de ganancia bruta puede ser superior al 80% en muchos casos.